# Hjuken
Hjuken is een plaats in de gemeente Vindeln in het landschap Västerbotten en de provincie Västerbottens län in Zweden. De plaats heeft 66 inwoners (2005) en een oppervlakte van 18 hectare. De plaats ligt aan de rivier de Vindelälven en aan het riviertje de Hjuksån, die bij de plaats uitmondt in de Vindelälven.